# اختبار الضوء الومضي المتأرجح
اختبار الضوء الومضي المتأرجح أو اختبار تأرجح المصباح اليدوي أو اختبار تمايل لمعان الضوء[بحاجة لمصدر] (بالإنجليزية: Swinging-flashlight test)‏ هو اختبارٌ طبي، يُستخدم لمساعدة الطبيب المُمارس على تحديد عيب الحدقي الوارد القريب.

## الإجراء
بهدف إجراءِ اختبارٍ مُناسب، فإنَّ الرؤية يجب ألا تَختفي تمامًا. في ضوء غُرفة قاتمة، يلاحظ الفاحص حجم الحدقة، ويُطلَب من المريض التحديق في المَسافة، ويقوم الفاحص بأرجحة شُعاع المصباح ذهابًا وإيابًا من حدقةٍ إلى أُخرى، ويلاحظ حجم كل حدقة ورد الفعل في العين المُضاء عليها.

## التفسيرات
- طبيعيًا، كُل حدقة مُضاء عليها تُصبح ضيقة سريعًا، كما أنَّ الحدقة الأُخرى تَضيق بشكل مُساير للحدقة الأُخرى المُضاء عليها.
- عندَ وجودِ مرضٍ في العين، مثل اعتام عدسة العين، والذي يُضعف الرؤية، فإنَّ الحدقة تستجيب طبيعيًا.
- عندما يتضرر العصب البصري، فإنَّه يَقل التحفيز الحسي (الوارد) إلى الدماغ المُتوسط، حيثُ تستجيب الحدقة بقوةٍ أَقل، وتتوسع من حالتها الضيقة السابقة عند تحريك الضوء بعيدًا عن العين غير المصابة ونحو العين المُصابة. هذه الاستجابة هي عيب حدقي وارد قريب (أو حدقة ماركس غان).